# Atlantic Division (NBA)
Die Atlantic Division ist eine von drei Divisions der Eastern Conference in der nordamerikanischen Basketball-Liga NBA und umfasst fünf Teams. Der Divisionssieger erhält seit der Saison 2021/22 die Sweetwater Clifton-Trophäe.
Die Einteilung in Divisions erfolgt nach der geographischen Lage der Teams. In der Atlantic Division spielen die Teams, die in der Nähe der Ostküste der USA gelegen sind, also in der Nähe des Atlantik. Die Atlantic Division besteht seit 1970 mit der Einführung der Conferences.

## Die Teams
Folgende Teams spielen in der Atlantic Division:
- Boston Celtics
- Brooklyn Nets
- New York Knicks
- Philadelphia 76ers
- Toronto Raptors

## Ehemalige Teams
- Buffalo Braves
- Charlotte Hornets
- Miami Heat
- Orlando Magic
- Washington Wizards

## Gewinner
| Jahr | Name               |
| ---- | ------------------ |
| 1971 | New York Knicks    |
| 1972 | Boston Celtics     |
| 1973 | Boston Celtics     |
| 1974 | Boston Celtics     |
| 1975 | Boston Celtics     |
| 1976 | Boston Celtics     |
| 1977 | Philadelphia 76ers |
| 1978 | Philadelphia 76ers |
| 1979 | Philadelphia 76ers |
| 1980 | Boston Celtics     |
| 1981 | Boston Celtics     |
| 1982 | Boston Celtics     |

| Jahr | Name               |
| ---- | ------------------ |
| 1983 | Philadelphia 76ers |
| 1984 | Boston Celtics     |
| 1985 | Boston Celtics     |
| 1986 | Boston Celtics     |
| 1987 | Boston Celtics     |
| 1988 | Boston Celtics     |
| 1989 | New York Knicks    |
| 1990 | Philadelphia 76ers |
| 1991 | Boston Celtics     |
| 1992 | Boston Celtics     |
| 1993 | New York Knicks    |
| 1994 | New York Knicks    |

| Jahr | Name               |
| ---- | ------------------ |
| 1995 | Orlando Magic      |
| 1996 | Orlando Magic      |
| 1997 | Miami Heat         |
| 1998 | Miami Heat         |
| 1999 | Miami Heat         |
| 2000 | Miami Heat         |
| 2001 | Philadelphia 76ers |
| 2002 | New Jersey Nets    |
| 2003 | New Jersey Nets    |
| 2004 | New Jersey Nets    |
| 2005 | Boston Celtics     |
| 2006 | New Jersey Nets    |

| Jahr | Name            |
| ---- | --------------- |
| 2007 | Toronto Raptors |
| 2008 | Boston Celtics  |
| 2009 | Boston Celtics  |
| 2010 | Boston Celtics  |
| 2011 | Boston Celtics  |
| 2012 | Boston Celtics  |
| 2013 | New York Knicks |
| 2014 | Toronto Raptors |
| 2015 | Toronto Raptors |
| 2016 | Toronto Raptors |
| 2017 | Boston Celtics  |
| 2018 | Toronto Raptors |

| Jahr | Name               |
| ---- | ------------------ |
| 2019 | Toronto Raptors    |
| 2020 | Toronto Raptors    |
| 2021 | Philadelphia 76ers |
| 2022 | Boston Celtics     |
| 2023 | Boston Celtics     |
| 2024 | Boston Celtics     |
| 2025 | Boston Celtics     |